# Thể thao dưới nước tại Đại hội Thể thao Bán đảo Đông Nam Á 1965
Các môn thể thao dưới nước tại Đại hội Thể thao Bán đảo Đông Nam Á năm 1965 bao gồm các nội dung thi đấu bơi, nhảy cầu và bóng nước. Các nội dung này được tổ chức tại Kuala Lumpur, Malaysia, từ ngày 15 đến ngày 18 tháng 12 năm 1965. Singapore là đoàn thể thao dẫn đầu khi giành đến 18 tấm huy chương vàng.

## Bơi lội
Nội dung của nam
| Nội dung                   | Vàng                                                                                    | Vàng         | Bạc                 | Bạc     | Đồng                | Đồng    |
| -------------------------- | --------------------------------------------------------------------------------------- | ------------ | ------------------- | ------- | ------------------- | ------- |
| 100 m tự do                | Tan Thuan Heng                                                                          | 57.9 (rec)   | Tieng Sok           | 58.5    | Somchai Limpichat   | 1:00.3  |
| 200 m tự do                | Tan Thuan Heng                                                                          | 2:07.9       | Tin Maung Ni        | 2:10.5  | Tieng Sok           | 2:14.1  |
| 400 m tự do                | Tan Thuan Heng                                                                          | 4:33.4       | Tin Maung Ni        | 4:33.7  | Chan Chee Seng      | 4:52.2  |
| 1500 m tự do               | Tin Maung Ni                                                                            | 18:17.6      | Tan Thuan Heng      | 18:54.6 | Chan Chee Seng      | 19:46.4 |
|                            |                                                                                         |              |                     |         |                     |         |
| 100 m bơi ngửa             | Michael Eu                                                                              | 1:07.9       | Alex Chan           | 1:10.2  | Hem Thon            | 1:11.4  |
| 200 m bơi ngửa             | Michael Eu                                                                              | 2:30.7       | Hem Thon            | 2:33.5  | Alex Chan           | 2:33.6  |
|                            |                                                                                         |              |                     |         |                     |         |
| 100 m bơi ếch              | Phath Sam Onn                                                                           | 1:15.6       | Mak Om              | 1:16.7  | Somchai Purchaipaew | 1:17.4  |
| 200 m bơi ếch              | Phath Sam Onn                                                                           | 2:48.8       | Somchai Purchaipaew | 2:50.9  | Chong Teck Cheng    | 2:51.3  |
|                            |                                                                                         |              |                     |         |                     |         |
| 100 m bơi bướm             | Bernard Chan                                                                            | 1:04.5 (rec) | Maung Nyan          | 1:05.2  | Var Nay Oeun        | 1:05.6  |
| 200 m bơi bướm             | Vichian Magtanaroong                                                                    | 2:31.0       | Alex Chan           | 2:31.4  | Narong Chokumnuay   | 2:32.6  |
|                            |                                                                                         |              |                     |         |                     |         |
| 400 m hỗn hợp cá nhân      | Tan Thuan Heng                                                                          | 5:25.1       | Narong Chokumnuay   | 5:30.5  | Nanda Kyaw Zwa      | 5:35.2  |
|                            |                                                                                         |              |                     |         |                     |         |
| 4 × 200 m tiếp sức tự do   | Thái Lan Somchai Limpichat · Anant Pleanboonlers · Narong Chokumnuay · Duang Kongcharon | 9:07.5 (rec) | Singapore           | 9:11.9  | Campuchia           | 9:12.1  |
| 4 × 100 m tiếp sức hỗn hợp | Singapore Michael Eu · Kenneth Kee · Keng Siong Beng · Tan Thuan Heng                   | 4:28.3       | Campuchia           | 4:30.1  | Thái Lan            | 4:35.4  |

Nội dung của nữ
| Nội dung                   | Vàng                                                             | Vàng         | Bạc            | Bạc    | Đồng                 | Đồng   |
| -------------------------- | ---------------------------------------------------------------- | ------------ | -------------- | ------ | -------------------- | ------ |
| 100 m tự do                | Patricia Chan                                                    | 1:08.8       | Jovina Tseng   | 1:11.1 | Nguyễn Thị Tuyết Vân | 1:12.9 |
| 200 m tự do                | Patricia Chan                                                    | 2:36.3       | Molly Tay      | 2:38.1 | Sally Soe            | 2:42.6 |
| 400 m tự do                | Patricia Chan                                                    | 5:28.3       | Mary Soe       | 5:48.6 | Molly Tay            | 5:55.0 |
|                            |                                                                  |              |                |        |                      |        |
| 100 m bơi ngửa             | Chuon Kun                                                        | 1:18.7       | Molly Tay      | 1:19.0 | Jovina Tseng         | 1:19.6 |
| 200 m bơi ngửa             | Chuon Kun                                                        | 2:49.4       | Molly Tay      | 2:52.6 | Jovina Tseng         | 2:58.9 |
|                            |                                                                  |              |                |        |                      |        |
| 100 m bơi ếch              | Chintana Thongratana                                             | 1:27.3       | Umbhai Inphang | 1:30.1 | Pech Vanna           | 1:30.8 |
| 200 m bơi ếch              | Chintana Thongrat                                                | 3:06.3       | Pech Vanna     | 3:09.4 | Polly Ba San         | 3:13.5 |
|                            |                                                                  |              |                |        |                      |        |
| 100 m bơi bướm             | Patricia Chan                                                    | 1:14.3       | Jovina Tseng   | 1:14.8 | Mya Mya Win          | 1:23.4 |
| 200 m bơi bướm             | Patricia Chan                                                    | 2:53.9       | Jovina Tseng   | 2:57.5 | Mya Mya Win          | 3:08.6 |
|                            |                                                                  |              |                |        |                      |        |
| 200 m hỗn hợp cá nhân      | Patricia Chan                                                    | 2:52.9       | Jovina Tseng   | 2:58.3 | Chuon Kun            | 3:02.1 |
|                            |                                                                  |              |                |        |                      |        |
| 4 × 100 m tiếp sức tự do   | Singapore Jovina Tseng · Tay Chin Joo · Nora Tay · Patricia Chan | 4:58.4 (rec) | Campuchia      | 5:14.2 | Miến Điện            | 5:15.8 |
| 4 × 100 m tiếp sức hỗn hợp | Singapore                                                        | 5:27.9       | Campuchia      | 5:35.1 | Miến Điện            | 5:42.5 |

## Nhảy cầu
| Nội dung    | Vàng                | Vàng       | Bạc                   | Bạc    | Đồng                | Đồng   |
| ----------- | ------------------- | ---------- | --------------------- | ------ | ------------------- | ------ |
| Cầu mềm nam | Hui Peng Seng       | 140.53 pts | S. Oonsanit           | 127.56 | Chaowalit Limtrakul | 124.07 |
| Cầu cao nam | Chaowalit Limtrakul | 94.44 pts  | Suthi Panitchareonnam | 87.65  | Chan Peng Kuang     | 82.33  |
|             |                     |            |                       |        |                     |        |
| Cầu mềm nữ  | Verachit Tungkitsuk | 86.97 pts  | Nora Tay              | 84.98  |                     |        |
| Cầu cao nữ  | Verachit Tungkitsuk | 42.92 pts  |                       |        |                     |        |

## Bóng nước
| Nội dung      | Vàng      | Bạc      | Đồng     |
| ------------- | --------- | -------- | -------- |
| Bóng nước nam | Singapore | Malaysia | Thái Lan |

## Bảng huy chương
| Hạng               | Đoàn               | Vàng | Bạc | Đồng | Tổng số |
| ------------------ | ------------------ | ---- | --- | ---- | ------- |
| 1                  | Singapore (SIN)    | 18   | 12  | 4    | 34      |
| 2                  | Thái Lan (THA)     | 7    | 5   | 6    | 18      |
| 3                  | Campuchia (CAM)    | 4    | 7   | 6    | 17      |
| 4                  | Myanmar (MYA)      | 1    | 4   | 7    | 12      |
| 5                  | Malaysia (MAS)     | 0    | 1   | 4    | 5       |
| 6                  | Việt Nam (VNM)     | 0    | 0   | 1    | 1       |
| Tổng số (6 đơn vị) | Tổng số (6 đơn vị) | 30   | 29  | 28   | 87      |